# Christen Collin
Christen Christian Dreyer Collin, född 25 november 1857 i Trondheim, död den 1 april 1926 i Oslo, var en norsk litteraturhistoriker.
Collin var från 1914 professor i europeisk litteratur vid universitetet i Kristiania. I sitt omfattande författarskap förde Collin en oförsonlig kamp mot den naturalistiska livssynen, mot dekadensen och immoralismen i litteraturen. Hans älsklingsidé var tron på en ny "livsvetenskap" som det nödvändiga botemedlet mot kultursjukdomarna. Bland hans många verk märks Kunsten og moralen (1894), Leo Tolstoi og nutidens kultur-krise (1910, 3:e upplagan 1920), Brorskapets religion og den nye livsvidenskab (1912), Det geniale menneske (1914), Vintersolhverv (1916) samt den stora monografin över Bjørnstjerne Bjørnsons barndom och ungdom (2 band, 1902–1907, 2:a upplagan 1923).